# 西雲寺 (川越市)
西雲寺（さいうんじ）は、埼玉県川越市にある浄土宗の寺院。

## 歴史
創建年代は不明である。ただ1645年（正保2年）寂の西雲法師によって開山されたことから、それよりも少し前に創建されたものと推測される。また一説によれば、同市小仙波町にあった天台宗の阿弥陀堂の寺号という記録もあり、その歴史は更に遡る可能性がある。1893年（明治26年）の川越大火で、古文書を一部失ってしまったため、詳細は不明となっている。
現在の本堂は、東京都板橋区の乗蓮寺の旧本堂であり、1976年（昭和51年）に移築されたものである。

## 交通アクセス
- 川越市駅より徒歩10分。